# Nettleham
Nettleham – wieś w Anglii, w hrabstwie Lincolnshire, w dystrykcie West Lindsey. Leży 5 km na północny wschód od Lincoln i 197 km na północ od Londynu.
W 2001 miejscowość liczyła 6514 mieszkańców.